# Udo Klausa
Udo Klausa (* 9. Oktober 1910 in Allenstein; † 23. Juli 1998 in Königswinter-Ittenbach) war während des Nationalsozialismus Landrat des Kreises Bendsburg im besetzten Polen und ab 1954 erster Landesdirektor des Landschaftsverbands Rheinland.

## Leben

### Jugend und Schulzeit
Udo Klausa wurde als Sohn des späteren Landrats von Leobschütz bzw. Strehlen, Dr. Walter Klausa, in Ostpreußen geboren und verbrachte seine Kindheit in Oberschlesien. Schon als Schüler war er Nationalist und trat 1925 dem illegalen Wehrsportverein Schwarze Reichswehr bei. Nach seinem Abitur 1929 studierte er Rechts- und Staatswissenschaft in Grenoble, Paris und Breslau.

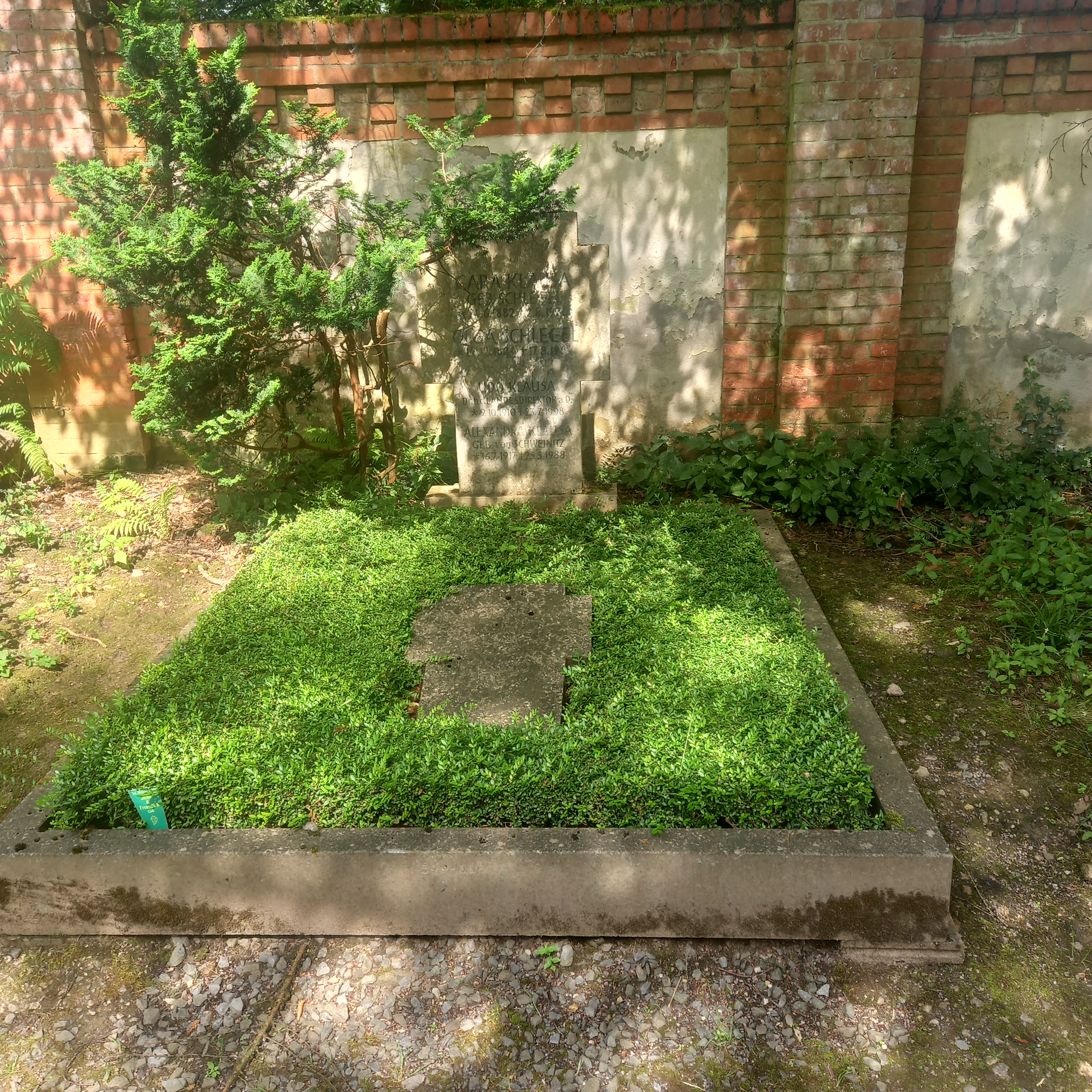
Das Grab von Udo Klausa und seiner Ehefrau Alexandra geborene von Schweinitz auf dem Nordfriedhof (Wiesbaden)

### Die Jahre 1930 bis 1945
Als junger Jurist war Klausa Anfang der dreißiger Jahre in dem von der nationalsozialistischen Propaganda als Kairoer Judenprozess etikettierten Verfahren im Gefolge von Friedrich Grimm Gutachter für das Kaiser-Wilhelm-Institut für ausländisches und internationales Privatrecht. Kern des Prozesses war die Frage, ob ein in Ägypten lebender Jude sich durch eine Broschüre über die Judenfrage in Deutschland beleidigt fühlen könne; die Klage wurde in zwei Instanzen abgewiesen. Die NS-Presse unter Federführung Wolfgang Diewerges räumte diesem Prozess viel Platz ein und feierte den auf der Begründung der deutschen Gutachten beruhenden Ausgang als großen Sieg über das Judentum.
Im Zuge der Erstarkung und Machtübergabe an die Nationalsozialisten hoffte Klausa, der nach eigenen Angaben bislang Wähler der katholischen Zentrumspartei gewesen war, auf einen Aufschwung nach dem Niedergang der Weimarer Republik; Ende 1932 trat er der SA und zum 1. Mai 1933 der NSDAP bei (Mitgliedsnummer 1.941.466).
1934 begann er seine Verwaltungslaufbahn als Regierungsreferendar. Als praktizierender Katholik sah er (lt. eigener Angabe nach Kriegsende) keine Zukunft für sich in der Verwaltung und wechselte zur Wehrmacht, musste aber nach einigen Monaten aus gesundheitlichen Gründen wieder ausscheiden.
Nach dem Anschluss des Sudetenlandes arbeitete er ab Ende 1938 im Landratsamt Aussig, von wo aus u. a. die Novemberpogrome 1938, während der auch die Aussiger Synagoge zerstört wurde, überwacht wurden. Nach dem Überfall der deutschen Wehrmacht auf Polen 1939 wurde er als Mitarbeiter der Militärkommandantur in Posen zuständig für den Aufbau einer deutschen Verwaltung im sogenannten Reichsgau Wartheland.
1940 wurde er zum kommissarischen Landrat des Landkreises Bendsburg (Bendzin) im annektierten (d. h. dem 1922 vom Völkerbund Polen zugeschlagenen Ost-Oberschlesien) ernannt; ab 30. April 1942 hatte er das Amt regulär inne. In dieser Zeit errichteten die deutschen Besatzer in Bendsburg/Bendzin ein Ghetto und führten unter Anwendung von Gewalt Umsiedlungen durch.
Mehrfach während dieser Zeit wich er in den Wehrdienst an der Front aus, da ihn die brutale Besatzungspolitik der SS, in die auch die Verwaltung verstrickt war, nach eigenen Angaben nervlich zunehmend belastete.
Mit Wirkung zum 1. Dezember 1942 erreichte er – gegen den Widerstand der vorgesetzten Behörde – seinen endgültigen Weggang zur Wehrmacht. Ob dieser dauerhafte Weggang mit der Deportation von rund 15.000 Juden aus Bendzin im August 1942 im Zusammenhang stand, deren Zeuge er geworden war, ist aufgrund widersprüchlicher Aussagen und Dokumente nicht zweifelsfrei zu verifizieren.
Zuvor versteckte er nach eigenen Angaben mehrere Tage einen jüdischen Mitarbeiter und dessen Familie in seinem privaten Wohnhaus, der arisierten Villa Schein; jedoch sind seine Angaben auch zu diesem Sachverhalt nur in mangelhaften Kontext mit Dokumenten zu bringen.
Er gehörte dem Infanterie-Regiment 9, später der 26. Panzer-Division an, zeitweilig als Hauptmann einer Heeres-Flakartillerie-Ersatzabteilung in Ohrdruf.

### Die Zeit nach dem Zweiten Weltkrieg
Nach dem Ende des Zweiten Weltkriegs siedelte Klausa mit seiner Familie nach Westdeutschland um, wo er seine Verwaltungskarriere nach wenigen Jahren fortsetzte, nachdem er die Entnazifizierung, wie seine Ehefrau in einem privaten Brief anmerkte, unerwartet überstanden hatte. 1951 wurde er zunächst stellvertretender und kurz darauf verantwortlicher Geschäftsführer des nordrhein-westfälischen Landkreistags. Mittlerweile in die CDU eingetreten, wurde er am 19. Mai 1954 durch die Landschaftsversammlung Rheinland zum ersten Landesdirektor des 1953 aus dem ehemaligen Provinzialverband Rheinland gebildeten Landschaftsverbands Rheinland (LVR) gewählt. Dieses Amt hatte er bis zu seinem Ruhestand am 31. Oktober 1975 inne.
Anfang der 1970er Jahre ermittelte die Zentrale Stelle der Landesjustizverwaltungen zur Aufklärung nationalsozialistischer Verbrechen in Ludwigsburg gegen Udo Klausa. Die Ermittlungen fokussierten sich auf die Erschießung 32 unschuldiger Zivilisten in Klausas Landkreis im Juni 1940.
Als Präsidiumsmitglied des Verwaltungsrates der Westdeutschen Landesbank WestLB half er 1973 mit, den Kopf des Vorstandsvorsitzenden Ludwig Poullain zu retten, der bei Devisengeschäften 270 Millionen D-Mark verspekuliert hatte (fast den gesamten Jahresgewinn für 1973), indem man seinen Auslandsvorstand Helmut Lipfert mit 49 Jahren gut versorgt in den Ruhestand versetzte, ein weiteres Mal in Zusammenhang mit dem Konkurs der Herstatt-Bank.
Von 1973 bis 1983 war er Präsident des Deutschen Heimatbundes.
Klausa war verheiratet mit Alexandra Klausa geborene von Schweinitz, Mitbegründerin des Landesverbandes Nordrhein-Westfalen der Lebenshilfe und dito dort von 1962 bis 1965 im Bundesvorstand; nach ihr wurde das 1996 eröffnete Berufskolleg für Heilerziehungspfleger der Lebenshilfe NRW in Hürth benannt. Der Ehe entstammen fünf Kinder, darunter der Buchautor und Privatdozent Ekkehard Klausa.

## Veröffentlichungen
Im Jahr 1936 veröffentlichte Klausa den Aufsatz Rasse und Wehrrecht, die Ausarbeitung eines Vortrags, den er im Berliner Arbeitskreis junger Rechtswahrer gehalten hatte. Darin beschreibt er ausgehend von der rassengesetzlichen Rechtslehre die Grundlagen des Wehrrechts nationalsozialistischer Prägung.
Nach 1945 beschäftigte sich Klausa in seinen weiteren Veröffentlichungen (1954 Unsere Landkreise. Hrsg. vom nordrhein-westfälischen Landkreistag; 1963 Das Verwaltungsplanspiel. Hrsg. von der Kommunalen Gemeinschaftsstelle für Verwaltungsvereinfachung; 1965 Fortschrittlicher Verwalten. Hrsg. von der Bundesgeschäftsstelle der Christlich Demokratischen Union Deutschlands) mit Fragen der Verwaltungsarbeit und -vereinfachung.

## Auszeichnungen
Am 23. Januar 1964 wurde Klausa unter Bezugnahme auf seine Verdienste um die Psychiatrie die Ehrendoktorwürde der Medizinischen Akademie Düsseldorf verliehen. (Anm.: Rektor der Medizinischen Akademie war zu dieser Zeit Anton Kiesselbach, Direktor der Psychiatrischen Klinik Friedrich Panse.) Klausas Verstrickung in den nationalsozialistischen Staat während des Zweiten Weltkrieges, als er u. a. im annektierten Oberschlesien als leitender Verwaltungsbeamter tätig war, war Grund für die Medizinische Fakultät der Heinrich-Heine-Universität Düsseldorf, sich von dieser Ehrenpromotion ausdrücklich zu distanzieren. Dies hat der Fakultätsrat der Medizinischen Fakultät am 31. Januar 2019 einstimmig beschlossen. Die Heinrich-Heine-Universität Düsseldorf unterstützte diese Entscheidung der Medizinischen Fakultät und schloss sich inhaltlich der Auffassung der Medizinischen Fakultät zu dieser Ehrenpromotion an.
Am 24. Februar 1965 erhielt er wegen seiner Verdienste um den deutsch-englischen Jugendaustausch das Komturkreuz des Ordens des Britischen Reiches (Honorary Commander of the Civil Division of the Most Excellent Order of the British Empire).
Seit dem 12. Juli 1968 war Dr. h. c. Udo Klausa auch Ehrenbürger der Universität Bonn. In einem Beschluss des Senats der Universität Bonn vom 21. Juni 2018 distanzierte sich dieser von der universitären Ehrung und verwies auf die Rolle Klausas als NSDAP-Mitglied in leitender Verwaltungstätigkeit im besetzten Polen.

## Rezeption der Person Udo Klausa
Das berufliche Wirken Udo Klausas wird zwiespältig bewertet. Den Leistungen Klausas beim Aufbau des Landschaftsverbandes steht sein Wirken in der Zeit der nationalsozialistischen Herrschaft gegenüber. Bereits in den sechziger Jahren wurde vereinzelt Kritik an der NS-Vergangenheit Klausas geübt. Die apologetische Selbstinterpretation Klausas setzte sich jedoch in der offiziellen Lesart des LVR durch und konnte sich bis heute halten. Obwohl er vieles zur Humanisierung und Modernisierung der Psychiatrie in den Einrichtungen des Landschaftsverbandes anstieß, ereignete sich nach seinem Ausscheiden aus dem Dienst der sogenannte Brauweiler Psychiatrieskandal, der den Reformbedarf verdeutlichte und seine Anfänge bereits in den frühen 1970er Jahren nahm.
Der Landschaftsverband Rheinland hat 2009 ein Projekt „Aufarbeitung und Dokumentation der Geschichte der Menschen mit Behinderungen und psychischen Erkrankungen in den Einrichtungen des LVR“ seit 1945 mit einer Laufzeit von 2010 bis 2012 beschlossen. Es soll auch die Rolle des Klausa dabei wissenschaftlich erforschen

„Zudem wird der LVR durch einen unabhängigen Historiker oder eine unabhängige Historikerin die Rolle des ehemaligen Landesdirektors Dr. h.c. Udo Klausa untersuchen lassen, der von 1954 bis 1975 den Verband leitete. Im Mittelpunkt der Untersuchung stehen die Fragen, inwieweit seine Funktion im NS-Regime mit einem entsprechend geprägten Menschenbild Auswirkungen auf seine Tätigkeit als Verwaltungschef in der Verantwortung für Menschen mit Behinderungen hatte oder im Widerspruch dazu stand.“

Die Person Klausa wurde auch in einem Projekt angesiedelt am Institut für die Geschichte der Medizin der Universitätsklinik Düsseldorf unter Federführung von Thorsten Noack thematisiert.
2017 wurde schließlich ein biographischer Beitrag zu Udo Klausa im LVR-eigenen Geschichtsportal publiziert, der auch die „Belastungsgeschichte“ thematisiert.

## Schriften
- Rasse und Wehrrecht, Stuttgart: Kohlhammer, 1936.
- Vorfahrenliste der Familie Klausa (Klausa–Heidrich/Schlegel–Reuter). Crottorf, 1945.
- Unsere Landkreise. Düsseldorf: Nordrhein-Westfälischer Landkreistag, 1954.
- Das Verwaltungsplanspiel. Köln-Marienburg: Kommunale Gemeinschaftsstelle für Verwaltungsvereinfachung, 1963.
- Fortschrittlicher verwalten. Bonn: Bundesgeschäftsstelle der Christlich Demokratischen Union Deutschlands, 1965.